# Trains and Winter Rains
«Trains and Winter Rains» (с англ. — «Поезда и зимние дожди») ― сингл ирландской певицы Энии с ее восьмого студийного альбома And Winter Came…. Премьера клипа состоялась на канале BBC Radio 2 29 сентября 2008 года.

## Музыкальный клип
Музыкальное видео стало доступно на официальном сайте Энии 22 октября 2008 года. В основном он показывает путешествие мальчика домой на поезде в Лондон. В нем также изображена Эния в поезде на фоне Нью-Йорка.

## Чарты
| Чарт (2008)                        | Высшая позиция |
| ---------------------------------- | -------------- |
| Бельгия/Фландрия (Ultratip)        | 15             |
| Бельгия/Валлония (Ultratop 50)     | 39             |
| Италия (FIMI)                      | 15             |
| США (Billboard Adult Contemporary) | 27             |